# Ламур, Жан-Франсуа
Жан-Франсуа Ламур (фр. Jean-François Lamour; род. 2 февраля 1956, Париж) — французский фехтовальщик-саблист, двукратный олимпийский чемпион, обладатель пяти олимпийских медалей. Чемпион мира. Министр спорта Франции (2002—2007).

## Карьера
Жан-Франсуа Ламур стал заниматься фехтованием в восьмилетнем возрасте, а уже в 15 лет стал чемпионом Франции в своей возрастной категории.
На чемпионате мира 1975 года в Бухаресте француз дошел до полуфинала, но в итоге остался без медали на четвёртом месте. В 1977 году Ламур впервые в карьере стал чемпионом Франции. Всего же за карьеру Ламур становился чемпионом страны рекордные 13 раз, проиграв за 16 лет только три первенства в 1979, 1986 и 1990 годах.
На Олимпиадах впервые выступил в Москве. Там Ламур дошел до второго группового раунда, но не смог его преодолеть и занял итоговое 21-е место. При этом француз стал единственным фехтовальщиком олимпийской сборной, который не смог завоевать олимпийскую медаль.
Четыре года спустя, на играх в Лос-Анджелесе Ламур выступил значительно успешнее. В личном турнире он дошёл до финала, где в упорном поединке с итальянским саблистом Марко Марином смог одержать победу со счетом 12-11 и стать олимпийским чемпионом. В командном турнире французы также дошли до финала, где встретились с итальянцами, которые на этот раз оказались сильнее.
В 1986 году на чемпионате мира в Болгарии Ламур завоевал первую в карьере медаль мирового первенства, а год спустя в Лозанне стал чемпионом мира.
На Олимпиаде в Сеуле француз смог защитить звание олимпийского чемпиона. Для победы ему пришлось выбить из турнира двух своих соотечественников, а в финале Ламур со счётом 10-4 уверенно победил польского фехтовальщика Януша Олеха. В командном турнире французы уступили в полуфинале советской сборной, а в матче за бронзу встретились с итальянцами, которым проиграли золото предыдущих Игр. И на этот раз французы оказались слабее, заняв четвёртое место.
На Играх в Барселоне Ламур был знаменосцем сборной во время церемонии открытия. В личном первенстве Ламур уступил в полуфинале старому сопернику Марко Марину, но в поединке за бронзу оказался сильнее его соотечественника Джованни Сальцо и завоевал бронзу. Вторую бронзу Игр француз завоевал в составе сборной, которая в полуфинале проиграла венграм, но выиграла в борьбе за бронзу поединок с румынами.
После завершения карьеры занялся политической деятельностью. Был советником мэра Парижа. В 2002—2007 годах занимал должность министра спорта Франции.

## Награды
- Рыцарь-командор ордена Британской империи (2004 год, Великобритания)[1].